# Matt Giteau
Matt Giteau (* 29. září 1982, Sydney) byl australský ragbista. Reprezentoval od roku 2002 do roku 2016. Startoval na třech mistrovstvích světa. S reprezentací získal stříbrnou medaili na MS 2003 a MS 2015. Za reprezentaci si připsal 103 startů a 698 bodů. Hrál na pozici tříčtvrtky, mlýnové nebo útokové spojky. V roce 2004 byl v nominaci na nejlepšího ragbistu světa.
V australsko-oceánské soutěži Super 14 hrál v letech 2001 až 2006 za ACT Brumbies, poté za Western Force, než se v roce 2010 zase vrátil k Brumbies. V únoru 2011 podepsal kontrakt s RC Toulonnais, kam přestoupí po mistrovství světa. V roce 2014 vyhrál francouzskou ligu. Od sezony 2017/18 hrál za Tokio Sungoliath. V roce 2018 s klubem vyhrál japonskou ligu. Kariéru ukončil v roce 2022 v Major League Rugby za klub L.A.Giltinis. Rok předtím tu soutěž vyhrál.